# Berhale
Berhale (ou Berahile, Berahale, Berahle, Lemale, Berhahile) est une localité du nord-est de l'Éthiopie, située dans la zone 2 de la région Afar, à l'entrée du désert Danakil et à proximité de la frontière avec l'Érythrée. C'est le principal village du woreda du même nom.
Berhale abrite un camp qui accueillait 6 900 réfugiés érythréens en juin 2014.